# Tanah Merah (Saronggi)
Tanah Merah is een bestuurslaag in het regentschap Sumenep van de provincie Oost-Java, Indonesië. Tanah Merah telt 2919 inwoners (volkstelling 2010).